# Camillo Genovese

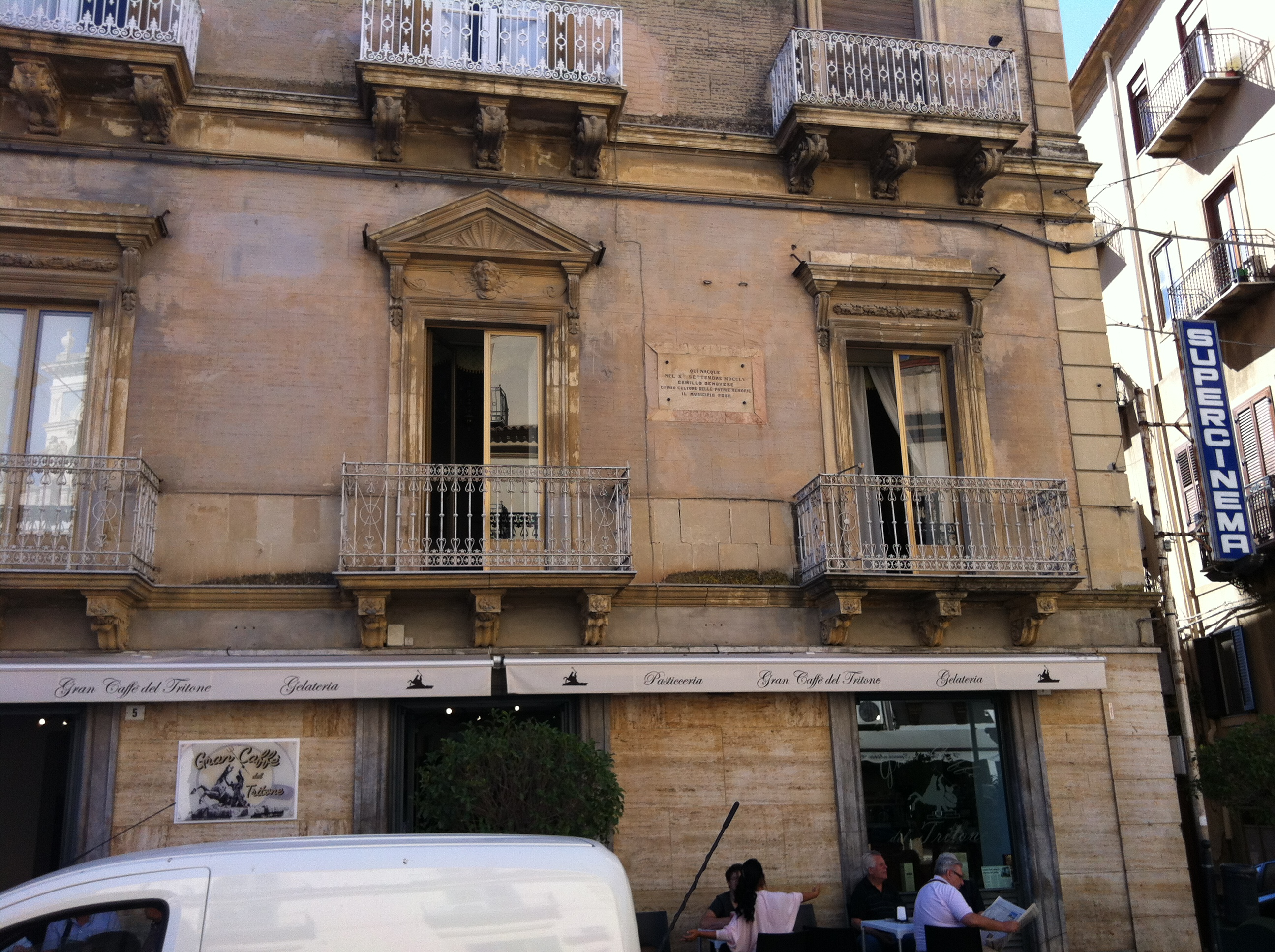
Casa natale di Camillo Genovese in C.so Umberto I a CL

Camillo Genovese, barone di Babbaurra e Renda (Caltanissetta, 15 settembre 1755 – Caltanissetta, 1797), è stato un poeta e storico italiano.

## Biografia
Nobile con il titolo di barone di Babbaurra e Renda fu figlio del barone don Gaspare e della signora Anna Fara di Ruggiero e De Lugo, casa natia è l'attuale palazzo Cascino, accanto alla Cattedrale di Caltanissetta.
Studiò presso il collegio gesuitico della città di Caltanissetta.
Nel 1790 fu nominato responsabile nisseno delle scuole normali in Sicilia, dopo la diaspora dei Gesuiti fino allora depositari del sistema scolastico provinciale.
Egli nei fatti fu il primo storico di vicende nissene ed inoltre nella sua vita si impegnò affinché Caltanissetta si affrancasse dallo potere feudale diventando una città demaniale:
(C. Genovese)
Fece parte della locale Accademia dei Notturni, con lo pseudonimo Tegéo Fileno, pubblico due sonetti; di quest'accademia fecero parte sia di laici sia di religiosi rappresentanti della migliore intelligentia locale dell'epoca.
I numerosi libri della sua biblioteca personale sono custoditi nella locale Biblioteca Scarabelli. I suoi scritti furono pubblicati nel 1877 sulla rivista "La sentinella nissena" ad opera di Giovanni Mulè Bertòlo.
In suo onore la via del centro cittadino dove nacque è a lui dedicata; decenni fa la via C. Genovese era il luogo dove si svolgeva il locale mercato del pesce attiguo alla cattedrale cittadina.

## Opere
Pubblicò due opere di storia locale, ed altre opere oggi conservate nella Biblioteca Scarabelli:
- Storia generale della città di Caltanissetta,
- Elementi della storia di Caltanissetta,
- Su l’accorso in Caltanissetta tra cinque mila Savojardi e li cittadini di essa città a 9 luglio 1718,
- Lettere al can. Tommaso Angelini intorno alla correzione e continuazione della Sicilia sacra del Pirri,
- l’Elogio funebre di Luciano Aurelio Barrile dei Marsi.